# Abd ar-Rahman al-Bazzaz

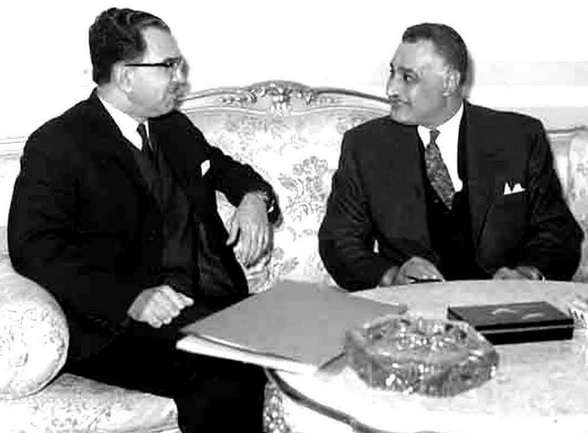
Als Mitglied der Vereinigten Politischen Führung bemühte sich al-Bazzaz (links) zusammen mit Gamal Abdel Nasser um einen ägyptisch-irakischen Zusammenschluss

Abd ar-Rahman al-Bazzaz (arabisch عبد الرحمن البزاز, DMG ʿAbd ar-Raḥman al-Bazāz; * 20. Februar 1913 in Bagdad; † 28. Juni 1973 ebenda) war ein irakischer Politiker und Diplomat.
Abd ar-Rahman al-Bazzaz hatte in Bagdad und am Londoner King’s College Recht studiert und zunächst an einigen irakischen Universitäten unterrichtet, ehe er 1941 wegen Unterstützung des Militärputsches Raschid Ali al-Gailanis drei Jahre inhaftiert wurde. Von 1945 bis 1955 dann arbeitet er als Richter am Obersten Gericht in Bagdad, 1955–1959 war er Dekan des Bagdader Law College. Während der Regierung Abd al-Karim Qasims befand sich al-Bazzaz im ägyptischen Exil und unterrichtete in Kairo.
Nach der (ersten) Machtergreifung der Baath-Partei im Februar 1963 wurde al-Bazzaz zum irakischen Botschafter in Ägypten, im Juli 1963 zum Botschafter in London ernannt. Vom 1. Mai 1964 bis zum 30. April 1965 Vorsitzender der OPEC. 1965 wurde er dann für wenige Monate irakischer Außenminister im Kabinett Arif Abd ar-Razzaqs, nach ar-Razzaqs Putschversuch dann im September 1965 sogar Premierminister. Als Premier war er Mitglied der Vereinigte Politischen Führung, die den Zusammenschluss mit Ägypten vorbereiten sollte, obwohl er eher probritisch und gegen Nasser eingestellt war. Nach dem Tod von Abd as-Salam Arif war Abd ar-Rahman al-Bazzaz für drei Tage vom 13. bis 16. April 1966 übergangsweise Staatspräsident. Neuer gewählter Präsident wurde dann der Bruder des Verstorbenen Abd ar-Rahman Arif. Im August 1966 endete Abd ar-Rahman al-Bazzaz' Amtszeit als Premierminister. Sein Nachfolger wurde Nadschi Talib.
Nach der (erneuten) Machtergreifung der Baath-Partei im Juli 1968 wurde al-Bazzaz verhaftet. Aus gesundheitlichen Gründen 1970 freigelassen, verblieb er bis zu seinem Tode unter Hausarrest.